# Guilandina bonduc
Espèce
Synonymes
- Caesalpinia bonduc  (L.) Roxb., 1832

Classification phylogénétique
Guilandina bonduc est une espèce de plantes à fleurs de la de la famille des Caesalpiniaceae selon la classification classique, ou des Fabaceae (sous-famille des Caesalpinioideae) selon la classification phylogénétique. C'est un arbrisseau originaire des régions tropicales d'Afrique, d'Amérique, d'Asie et d'Océanie.
Elle est connue sous les noms de z'yeux à  chatte ou canique grise aux Antilles françaises, de cadoc à La Réunion et Maurice et d'accroche-cœur en Nouvelle-Calédonie.

## Synonymes
Quatre synonymes homotypiques :
- Caesalpinia bonduc (L.) Roxb. (1832)[1]
- Caesalpinia jayabo var. cyanosperma M.Gómez (1890)[1]
- Guilandina aculeata Salisb., nom. superfl[1].
- Guilandina bonduc var. major DC. (1825)[1]

Autres synonymes
- Bonduc canadense Medik. (1786)[1]
- Bonduc minus Medik. (1786)[1]
- Caesalpinia bonducella (L.) Fleming (1810)[1]
- Caesalpinia bonducella var. aequiaculeata Kuntze (1891)[1]
- Caesalpinia bonducella var. elegans Kuntze (1891)[1]
- Caesalpinia bonducella var. inaequiaculeata Kuntze (1891)[1]
- Caesalpinia glabra (Mill.) Merr. (1910)[1]
- Caesalpinia homblei R.Wilczek (1951)[1]
- Caesalpinia jayabo var. gemina (Lour.) M.Gómez (1890)[1]
- Caesalpinia sogerensis Baker f. (1923)[1]
- Glycyrrhiza aculeata Forssk. (1775)[1]
- Guilandina bonduc var. minor DC. (1825)[1]
- Guilandina bonducella L. (1762)[1]
- Guilandina gemina Lour. (1790)[1]
- Guilandina glabra Mill. (1768)[1]
- Guilandina homblei (R.Wilczek) G.P.Lewis (en) (2020)[1]
- Guilandina socorroensis Britton & Rose (1930)[1]
- Guilandina vulgaris Oken (1841)[1]
- Guilandina crista (L.) Small (1903) Fl. Southeastern US 591[réf. nécessaire]

## Étymologie
Le terme de bonduc est emprunté à l'arabe bunduq « noisette, aveline », qui serait lui-même dérivé du grec ποντικόν (κάρυον) « aveline » (littéralement « noisette du Pont ») par l'intermédiaire du persan.

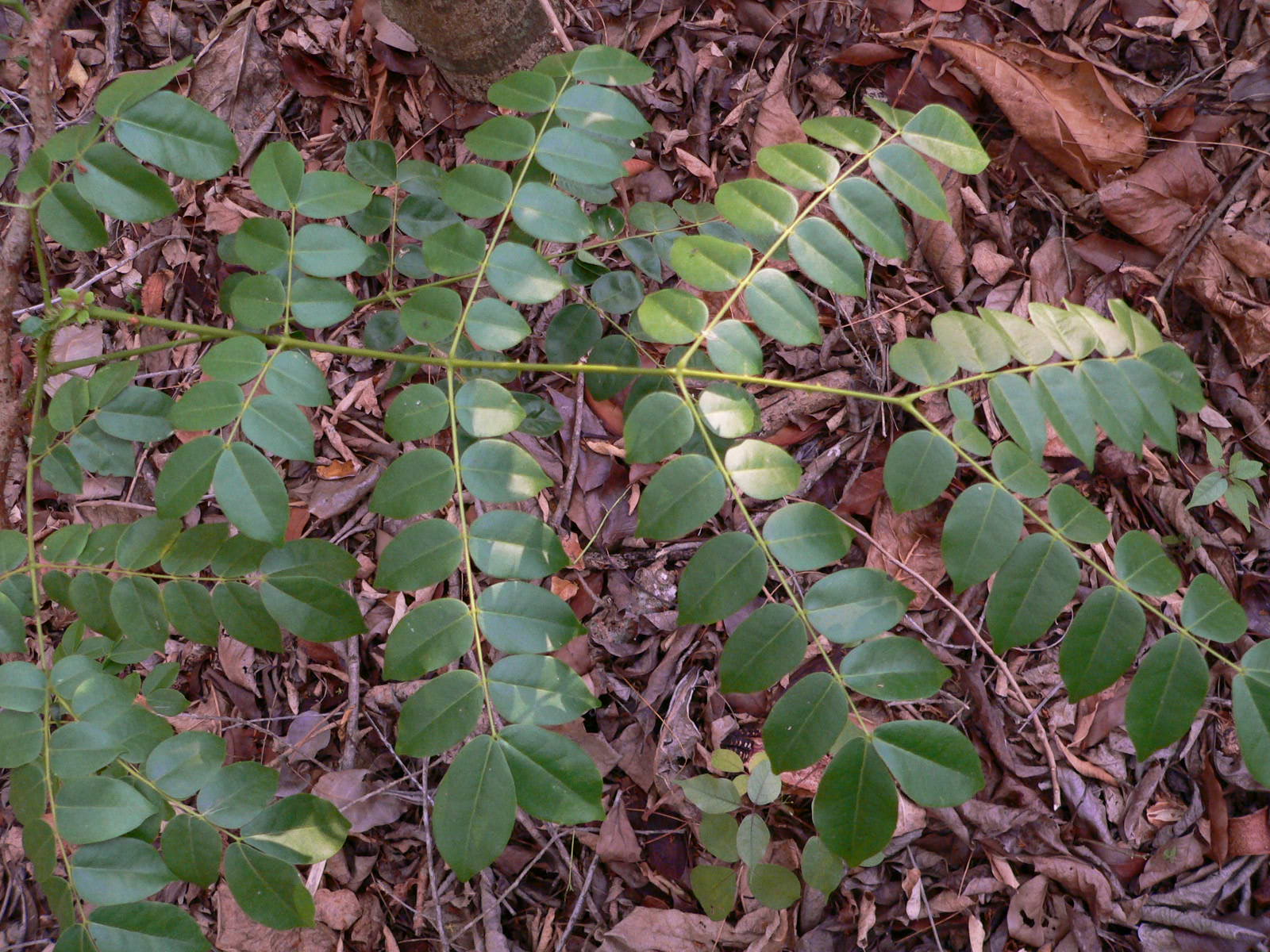
Feuille bipennée de canique grise.

## Description
Cet arbrisseau sarmenteux d'environ un mètre de haut, est entièrement couvert d'épines courtes et très acérées, jaunâtres ou brunes, droites ou courbes de 2 à 4 mm.
Ses grandes stipules foliacées, profondément et irrégulièrement 3-4-lobées et persistantes, le distinguent d'une espèce proche, G. ciliata. Il possède de grandes feuilles de 30 à 70 cm de long, bipennées, un rachis pubescent, armé d'épines recourbées, 3 à 8 paires de folioles opposées, portant chacune 6 à 10 paires de foliolules ovées à elliptiques, à apex souvent mucroné.
Le racème axillaire très allongé (jusqu'à 60 cm), dressé, porte de nombreuses fleurs, à 5 pétales, jaunes ou brunâtres et 10 étamines. La floraison s'étale de septembre à janvier aux Antilles.
La gousse brun foncé, hérissée d'épines rigides (peu épineux chez G. ciliata), de 5-8 × 3-5 cm, contient en général deux graines grises, ovoïdes, semblables à des yeux de chat, appelées graines de canique.

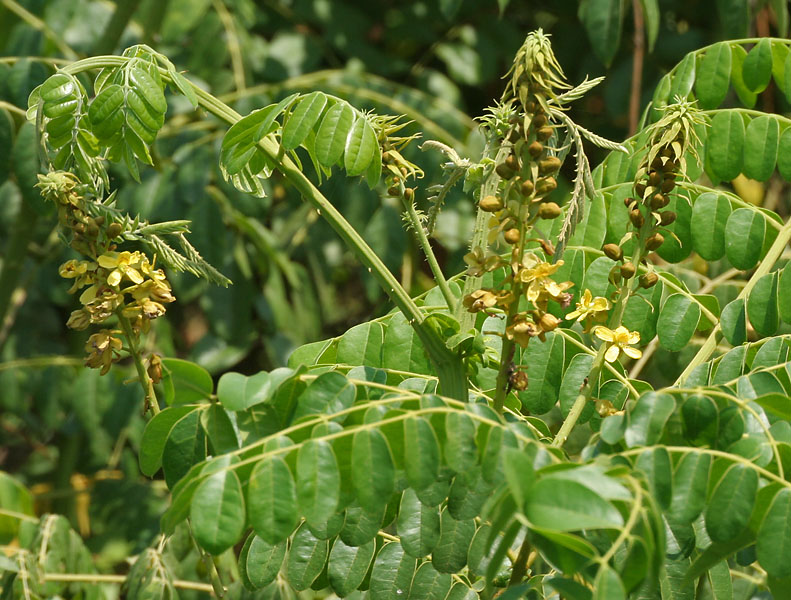
Racème.
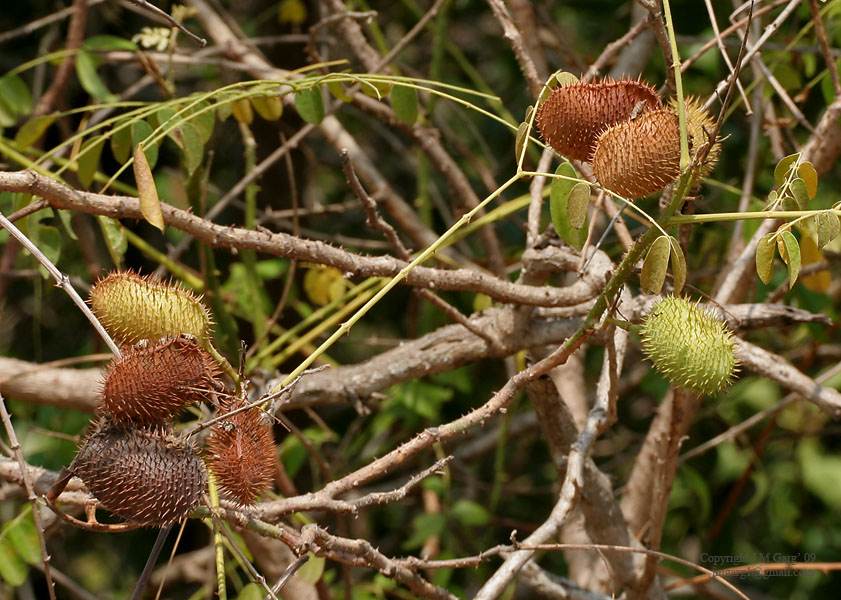
Gousses.
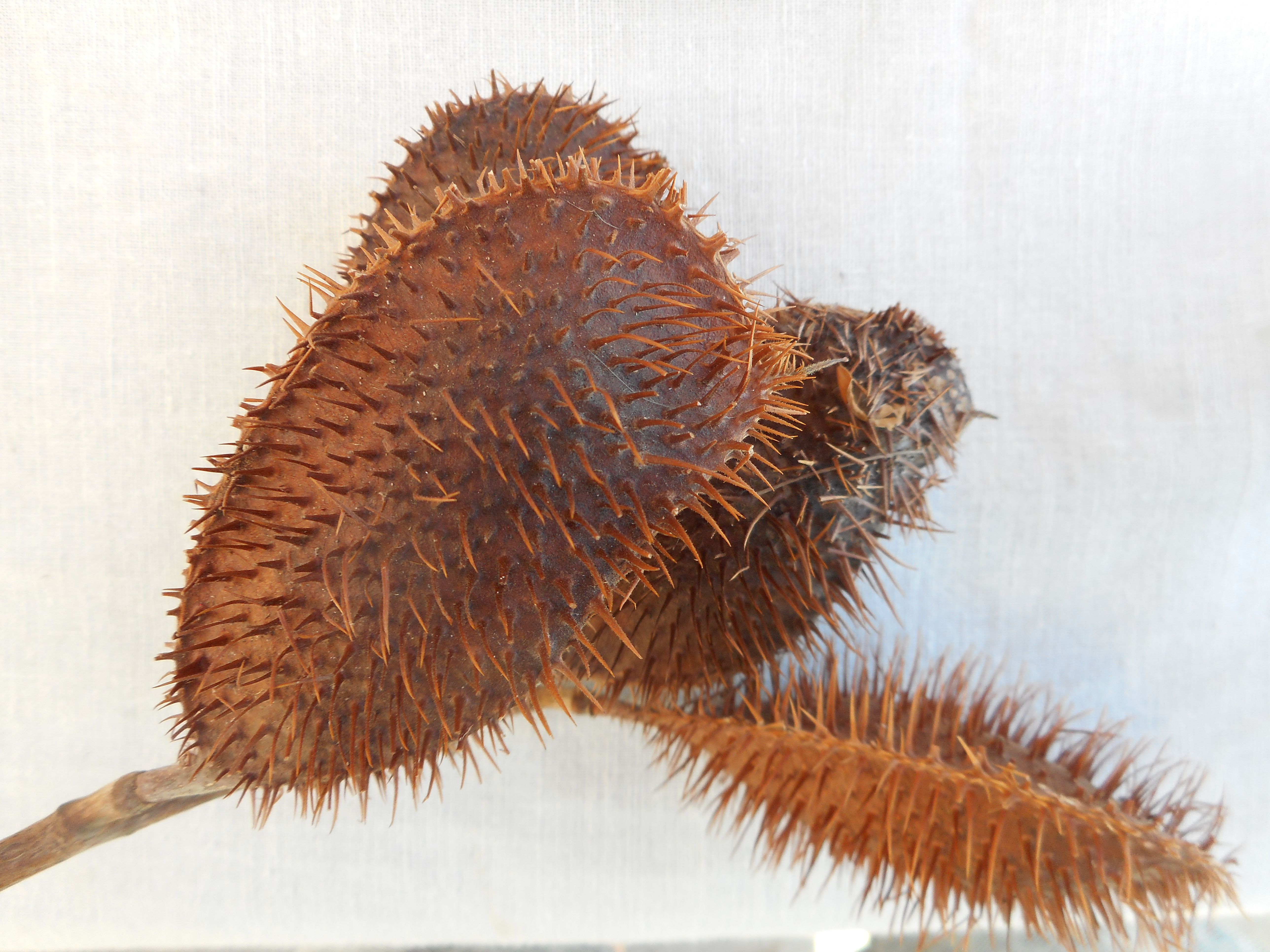
Gousses, gros plan.
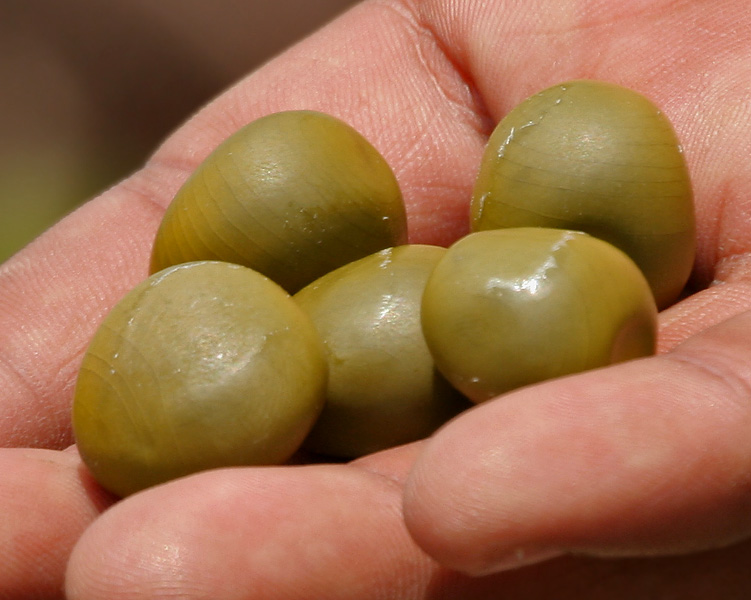
Graines.
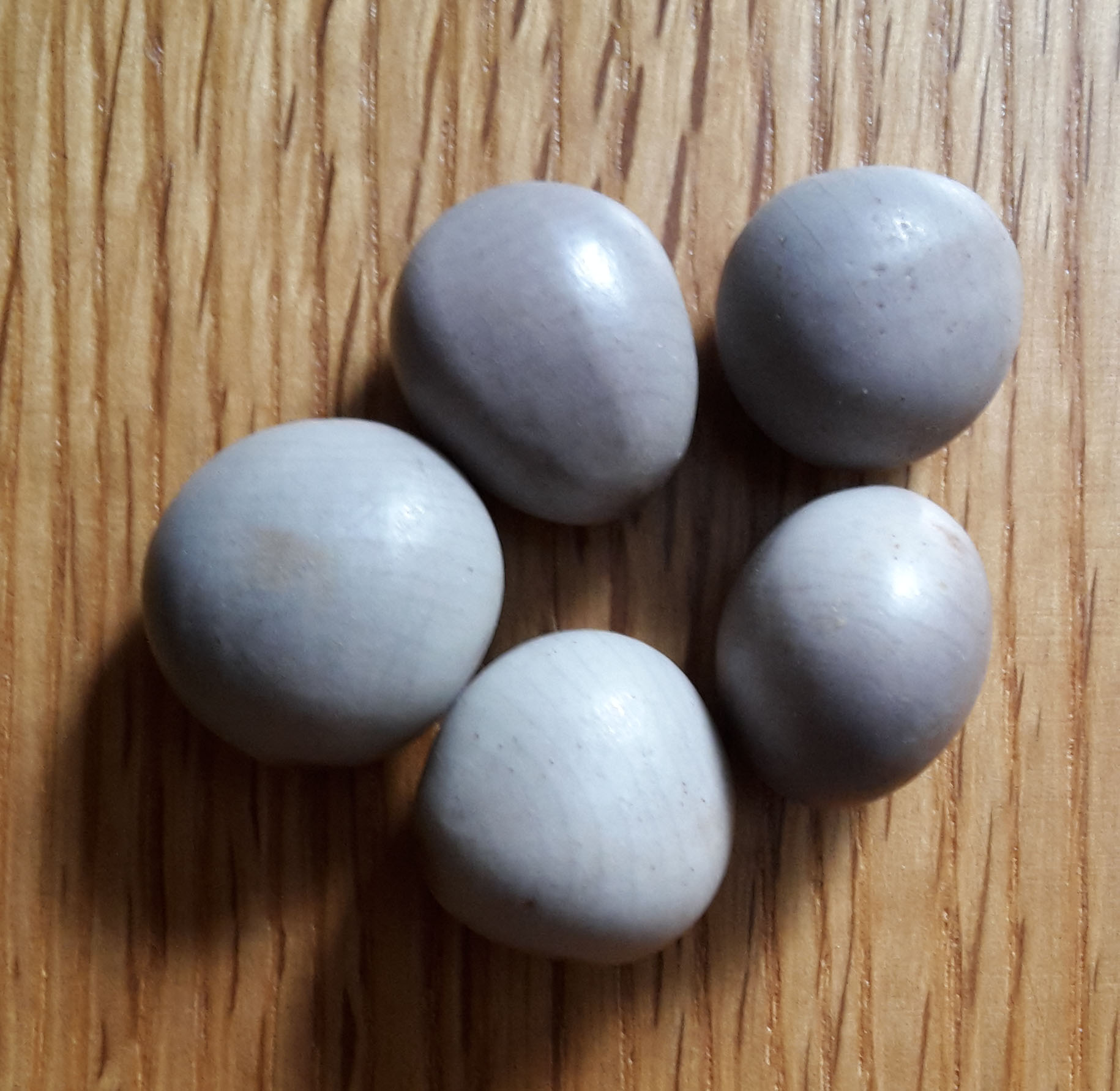
Graines de canique sèches.

## Écologie
Cette espèce pantropicale se rencontre sur les plages et les arrières-plages du littoral xéro-héliophile.
Elle constitue souvent des fourrés épineux impénétrables. En Nouvelle-Calédonie, cette espèce est considérée envahissante, cependant, sa présence compacte permet aussi d'abriter des animaux et de favoriser leur nidification.

## Composition
Les graines contiennent un isoflavonoïde, plusieurs diterpènes de cassane (césaldékarine A, la césalpinine B, les bonducellpines A-D…) et une bondénolide. Elles contiennent aussi environ 20 % d'huile, qui est surtout riche en acide linoléique (68 %) et possèdent des propriétés vésicantes.
Des extraits aqueux et à 50 % d'éthanol de graines ont manifesté une activité hypoglycémique chez le rat normal et antihyperglycémique significative chez le rat diabétique.

## Utilisations

### Artisanat
Les graines très esthétiques servent aux Antilles et en Nouvelle-Calédonie à confectionner des colliers,. En Nouvelle-Calédonie, les graines servent aussi de jetons.
Elles sont aussi très utilisées dans les jeux africains d'awalé.

### Pharmacopée
Les graines renferment un principe actif, la bonducine, efficace contre la fièvre[réf. nécessaire].
En Afrique, dans toute l'aire de répartition de G. bonduc, les feuilles, l'écorce et les racines sont utilisées pour soigner la fièvre, les maux de tête et les douleurs de poitrine. Ils sont aussi utilisés comme vermifuge.
En Nouvelle-Calédonie, les racines sont utilisées en décoction pour soigner la blennoragie.

### Liens  externes
- (en) JSTOR Plants : Caesalpinia bonduc  (consulté le 29 août 2014)
- (en) Catalogue of Life : Guilandina bonduc L. (synonymie) (consulté le 8 avril 2023)
- (en) Flora of China : Caesalpinia bonduc  (consulté le 29 août 2014)
- (en) Madagascar Catalogue : Caesalpinia bonduc  (consulté le 29 août 2014)
- (en) Flora of Pakistan : Caesalpinia bonduc  (consulté le 29 août 2014)
- (en) GRIN : espèce Caesalpinia bonduc  (L.) Roxb. (consulté le 29 août 2014)
- (fr) INPN : Caesalpinia bonduc  (L.) Roxb., 1832 (TAXREF)  (consulté le 29 août 2014)
- (fr + en) ITIS : Guilandina bonduc  L. (consulté le 29 août 2014)
- (en) NCBI : Guilandina bonduc (taxons inclus) (consulté le 29 août 2014)
- (en) The Plant List : Caesalpinia bonduc (L.) Roxb.  (source : The International Legume Database and Information Service ou ILDIS) (consulté le 29 août 2014)
- (en) Tropicos : Caesalpinia bonduc (L.) Roxb. (Syn. Guilandina bonduc  L.)  (+ liste sous-taxons) (consulté le 29 août 2014)
- (en) WoRMS : espèce Caesalpinia bonduc (Linnaeus) Roxburgh, 1832 (consulté le 29 août 2014)
- (en) African plants - A Photo Guide : Caesalpinia bonduc (en)